# Phineas và Ferb (mùa 1)
Mùa đầu tiên của Phineas and Ferb bao gồm 26 tập phim đôi (tức 47 tập lẻ theo thứ tự trình chiếu), trong đó có 42 tập thường và 5 tập chia làm 2 phần. Nó thể hiện những gì Phineas và Ferb đang cố gắng sáng tạo, thực hiện tốt nhất có thể trong suốt kì nghỉ hè, và Candace đã tìm mọi cách lật tẩy hai cậu về việc đó trong khi thú mỏ vịt Perry ngày ngày đập tan những kế hoạch điên rồ của Tiến sĩ Doofenshmirtz. Mùa phim bắt đầu phát sóng từ tập "Rollercoaster" và kết thúc đến tập "Unfair Science Fair Redux (Another Story)".
3 tập phim cuối mùa ("Phineas and Ferb Get Busted!", "Unfair Science Fair" and "Unfair Science Fair Redux (Another Story)") ban đầu được phát sóng tại ít quốc gia bên ngoài nước Mĩ dưới dạng tập phim mùa 1. Tại Mĩ, họ đã tổ chức phát sóng đến sát ngay trước mùa 2, một phần của sự ra mắt kênh DisneyXD, thay thế cho kênh Toon Disney và các kênh Jetix. Với sự phát hành của DVD thứ 2 và những đại lý phân phối của họ ở các cửa hàng iTunes. Các tập phim mùa 1 đã được phát hành cho tất cả các thị trường Disney trên toàn thế giới. Thêm vào đó, chuỗi tiêu đề trong 3 tập phim đều nằm trong mùa 1, hiển thị ở các cảnh cuối của Original Pitch đã thể hiện chúng là những tập phim mùa 1.

## Sản xuất

### Phong cách viết
Chương trình tuyển dụng 4 tác giả chủ đạo để vạch ra các ý tưởng cốt truyện theo "hướng dẫn nghiêm ngặt", chẳng hạn như các đề án và kế hoạch của các cậu bé sẽ không bao giờ xuất hiện dưới dạng "phép thuật" nào đó. Những câu chuyện được xem xét lại tại buổi họp hàng định kỳ hàng tuần vào ngày thứ hai, sau đó là đồng thời cả kịch bản và dòng truyện. Một thiết kế thô sơ được xây dựng trước dòng truyện, một tiến trình phác thảo sơ lược các cảnh và một số dòng đối thoại, được soạn thảo. Các tác giả sau đó gộp chúng lại thành 1 một "tiếp-nối-tiếp" thông qua kịch bản, đưa ra xem xét cho toàn thể nhân viên để xem những phản ứng, đánh giá và những câu nói đùa trước khi viết lại. Những tác giả cũng bao gồm khiếu hài hước trong từng tập phim, mà thể hiện cụ thể là những dòng thoại của nhân vật. Hầu như mỗi lần phát sóng được chia làm 2 phần, mỗi phần 11 phút (có thể là 2 tập trong 2 phần hoặc 1 tập lớn chia làm 2 phần nhỏ).

### Dàn diễn viên
Phineas và Ferb được lồng tiếng bởi Vincent Martella và Thomas Sangster. Sangster là một trong nhiều diễn viên đến từ Anh Quốc của chương trình. Swampy Marsh sống và làm việc tại Anh 7 năm, đã phát triển một chương trình được yêu thích ở đó cho mọi người. Phần còn lại của những diễn viên bao gồm Ashley Tisdale vào vai cô chị khó tính, Candace, Dee Bradley Baker thủ vai điệp viên thú mỏ vịt bí mật, Perry, Caroline Rhea vào vai mẹ Linda, Kelly Hu vai bạn thân của Candace, Stacy và Alyson Stoner vai cô bé hàng xóm Isabella. Hai nhà sáng lập vào vai hai người đối lập sáng-tối, Dan Povenmire lồng tiếng cho kẻ nham hiểm Tiến sĩ Doofenshmirtz và Jeff "Swampy" Marsh lồng tiếng cho Thiếu tá Monogram.

## Tổng quan
- 3 tập cuối "Phineas and Ferb Get Busted!", "Unfair Science Fair" and "Unfair Science Fair Redux (Another Story)" là những tập phim mùa 1 vì chúng được công chiếu hiển thị với tựa đề hình ảnh từ Original Pitch - hình ảnh chủ đề mùa 1.
- 5 nhân vật chủ đạo (Phineas, Candace, Ferb, Perry, Tiến sĩ Doofenshmirtz) và Thiếu tá Monogram xuất hiện trong tất cả các tập phim.

| Mùa | Số tập phim           | Phát sóng lần đầu                                            | Phát sóng lần đầu                                                                            | DVD phát hành                                     |
| Mùa | Số tập phim           | Mở đầu                                                       | Kết thúc                                                                                     | DVD phát hành                                     |
| --- | --------------------- | ------------------------------------------------------------ | -------------------------------------------------------------------------------------------- | ------------------------------------------------- |
| 1   | 26 (47 theo trình tự) | 17 tháng 8 năm 2007 (Hoa Kỳ) 1 tháng 2 năm 2008 (chính thức) | 28 tháng 12 năm 2008 (Disney Canada tập "Out to Launch") 20 tháng 3 năm 2009 (Disney Hoa Kỳ) | The Fast and the Phineas (DVD) The Daze of Summer |

## Danh sách cụ thể
| TT. tổng thể | TT. trong mùa phim | Tiêu đề                                      | Đạo diễn                     | Biên kịch | Kịch bản phân cảnh                                               | Ngày phát hành gốc   | Mã sản xuất | Người xem tại U.S. (triệu) |
| --- | ------------------ | -------------------------------------------- | ---------------------------- | --- | ---------------------------------------------------------------- | -------------------- | ----------- | -------------------------- |
| 1 | 1                  | "Rollercoaster"                              | Dan Povenmire                | Dan Povenmire & Jeff "Swampy" Marsh | Dan Povenmire (không được ghi trong phần danh đề)                | 17 tháng 8 năm 2007  | 101a        | 10.80                      |
| Phineas và Ferb xây dựng một tàu lượn siêu tốc, lấy cảm hứng từ mong muốn tạo ra một chiếc tàu lượn tốt hơn sau khi cảm thấy không hài lòng với một chiếc mà họ đã thấy ở hội chợ địa phương. Trong khi đó, Perry ngăn chặn kế hoạch xấu xa của Dr. Doofensmirtznhằm làm lệch trục quay Trái Đất bằng một quả bóng khổng lồ làm từ giấy bạc. Sau đó, quả bóng này cuốn theo cả tàu lượn siêu tốc, ngăn Candace mách tội Phineas và Ferb với mẹ. |                    |                                              |                              | |                                                                  |                      |             |                            |
| 2 | 2                  | "Lawn Gnome Beach Party of Terror"           | Dan Povenmire                | Cốt truyện : Dan Povenmire, Jeff "Swampy" Marsh, Martin Olson & Bobby Gaylor Kịch bản : Dan Povenmire, Jeff "Swampy" Marsh, Martin Olson, Bobby Gaylor, Chris Headrick & Jon Colton Barry | Chris Headrick & Jon Colton Barry                                | 28 tháng 9 năm 2007  | 102b        | 3.3                        |
| Phineas và Ferb xây dựng một bãi biển trong sân sau để sống sót qua đợt sóng nhiệt khắc nghiệt đang tấn công thành phố của họ. Trong khi đó, Perry phải ngăn chặn Dr. Doofenshmirtz phá hủy tất cả các tượng thần lùn giữ cửa trong khu vực Ba bang. Khi bạn của Candace nói với cô ấy rằng Jeremy đang ở bãi biển bên trong sân sau của nhà mình, Candace quyết định xen vào và tham gia vui chơi, cho đến khi mẹ của cô xuất hiện. Lúc này, phát minh của Dr. Doofenshmirtz khiến tất cả các tượng thần giữ cửa bắn ra từ một ngọn núi lửa nhân tạo và Perry đã rút hết nước đi. |                    |                                              |                              | |                                                                  |                      |             |                            |
| 3 | 3                  | "Flop Starz"                                 | Dan Povenmire                | Cốt truyện : Dan Povenmire & Jeff "Swampy" Marsh Kịch bản : Dan Povenmire, Jeff "Swampy" Marsh, Sherm Cohen & Antoine Guilbaud                                                            | Sherm Cohen & Antoine Guilbaud                                   | 1 tháng 2 năm 2008   | 104b        | 4.0                        |
| Bài hát "Gitchee, Gitchee, Goo" của Phineas và Ferb trở thành một bản hit và mang lại danh tiếng toàn cầu cho họ, trong khi Candace giành được cơ hội hát trên sân khấu cùng họ thông qua buổi thử giọng cho một cuộc thi âm nhạc thực tế. Cùng lúc đó, Doofenshmirtz biến tòa nhà của mình thành một con robot khổng lồ để gieo rắc nỗi sợ hãi lên khu vực Ba bang. |                    |                                              |                              | |                                                                  |                      |             |                            |
| 4 | 4                  | "The Fast and the Phineas"                   | Dan Povenmire                | Cốt truyện : Dan Povenmire & Jeff "Swampy" Marsh Kịch bản : Dan Povenmire, Jeff "Swampy" Marsh, Sherm Cohen & Antoine Guilbaud                                                            | Sherm Cohen & Antoine Guilbaud                                   | 2 tháng 2 năm 2008   | 102a        | N/A                        |
| Hai cậu bé tham gia vào đường đua Swamp Oil 500 sau khi biến chiếc xe của mẹ mình thành một chiếc xe đua điều khiển từ xa. Trong khi đó, Doofenshmirtz sử dụng phát minh mới của mình là Deflate-inator, được gắn bên trong khinh khí cầu của hắn để làm xì hơi tất cả mọi thứ trong khu vực Ba bang. |                    |                                              |                              | |                                                                  |                      |             |                            |
| 5 | 5                  | "Lights, Candace, Action!"                   | Dan Povenmire                | Story by : Dan Povenmire, Jeff "Swampy" Marsh, Martin Olson & Bobby Gaylor Written by : Dan Povenmire, Jeff "Swampy" Marsh, Martin Olson, Bobby Gaylor, Sherm Cohen & Antoine Guilbaud    | Sherm Cohen & Antoine Guilbaud                                   | 3 tháng 2 năm 2008   | 105b        | N/A                        |
| Phineas và Ferb chỉ đạo chuyển thể phim từ vở kịch yêu thích của Candace, nhưng họ chuyển thể vở kịch này thành một bộ phim quái vật. Trong khi đó, Perry cố gắng tìm hiểu lý do tại sao Tiến sĩ Doofenshmirtz gần đây khá trầm lặng. |                    |                                              |                              | |                                                                  |                      |             |                            |
| 6 | 6                  | "Raging Bully"                               | Dan Povenmire                | Cốt truyện : Martin Olson, Dan Povenmire & Jeff "Swampy" Marsh Kịch bản : Martin Olson, Dan Povenmire, Jeff "Swampy" Marsh, Wendy Grieb & Kent Osborne                                    | Wendy Grieb & Kent Osborne                                       | 4 tháng 2 năm 2008   | 105a        | N/A                        |
| Buford thách đấu Phineas trong một trận vật ngón tay. Phineas được huấn luyện bởi nhà vô địch quyền anh Evander Holyfield. Dr. Doofenshmirtz tạo ra một cỗ máy để bắt mọi người tham gia và dọn dẹp bữa tiệc sinh nhật của hắn. |                    |                                              |                              | |                                                                  |                      |             |                            |
| 7 | 7                  | "Candace Loses Her Head"                     | Dan Povenmire                | Cốt truyện : Dan Povenmire, Jeff "Swampy" Marsh & Martin Olson Kịch bản : Dan Povenmire, Jeff "Swampy" Marsh, Martin Olson, Kyle Baker & Patrick A. Ventura                               | Kyle Baker & Patrick A. Ventura                                  | 5 tháng 2 năm 2008   | 101b        | N/A                        |
| Phineas và Ferb lên kế hoạch khắc khuôn mặt của Candace lên Núi Rushmore trong ngày sinh nhật thứ 15 của cô, trong khi Đặc vụ P ngăn chặn Doofenshmirtz đào một đường hầm xuyên tới Trung Quốc. |                    |                                              |                              | |                                                                  |                      |             |                            |
| 8 | 8                  | "I, Brobot"                                  | Dan Povenmire                | Cốt truyện : Martin Olson Kịch bản : Martin Olson, Kent Osborne & Aliki Theofilopoulos | Kent Osborne & Aliki Theofilopoulos                              | 6 tháng 2 năm 2008   | 110b        | N/A                        |
| Phineas và Ferb xây dựng phiên bản Robot của mình (Phinedroids và Ferbots) để giúp đỡ các Ý tưởng Tuyệt vời của họ. Trong khi Tiến sĩ Doofenshmirtz tìm cách xoá tất cả các tin nhắn trả lời của ông để lại trên máy bạn gái của mình. |                    |                                              |                              | |                                                                  |                      |             |                            |
| 9 | 9                  | "Run Away Runway"                            | Dan Povenmire                | Cốt truyện : Bobby Gaylor & Martin Olson Kịch bản : Sherm Cohen, Bobby Gaylor, Antoine Guilbaud & Martin Olson                                                                            | Sherm Cohen & Antoine Guilbaud                                   | 7 tháng 2 năm 2008   | 112a        | N/A                        |
| Phineas và Ferb tham gia sàn diễn thời trang của Gaston Le Mode, và trang phục của họ trở thành mốt thời trang mới nhất. Trong khi Tiến sĩ Doofenshmirtz tạo ra các bản sao để họ có thể hỗ trợ cho ông. |                    |                                              |                              | |                                                                  |                      |             |                            |
| 10 | 10                 | "The Magnificent Few"                        | Dan Povenmire                | Cốt truyện : Martin Olson, Dan Povenmire & Swampy Marsh Kịch bản : Martin Olson, Dan Povenmire, Swampy Marsh, Mike Diederich & Chong Lee                                                  | Mike Diederich & Chong Lee                                       | 8 tháng 2 năm 2008   | 103a        | N/A                        |
| Một chuyến viếng thăm một trang trại biến thành một vụ hỗn loạn / gia súc lái xe qua thị trấn và những con bò trở thành diễn viên nhào lộn tại một công viên nước. Tiến sĩ Doofenshmirtz mở đầu kinh doanh về nhôm. |                    |                                              |                              | |                                                                  |                      |             |                            |
| 11 | 11                 | "S'Winter"                                   | Dan Povenmire                | Story by : Dan Povenmire, Swampy Marsh, Martin Olson & Bobby Gaylor Written by : Dan Povenmire, Swampy Marsh, Martin Olson, Bobby Gaylor, Sherm Cohen & Antoine Guilbaud                  | Antoine Guilbaud & Sherm Cohen                                   | 9 tháng 2 năm 2008   | 103b        | N/A                        |
| 12 | 12                 | "Jerk De Soleil"                             | Dan Povenmire                | Story by : Bobby Gaylor & Martin Olson Written by : Bobby Gaylor, Martin Olson, J.G. Quintel & Kim Roberson                                                                               | J.G. Quintel & Kim Roberson                                      | 10 tháng 2 năm 2008  | 108a        | N/A                        |
| 13 | 13                 | "Are You My Mummy?"                          | Dan Povenmire                | Story by : Dan Povenmire, Swampy Marsh, Martin Olson & Bobby Gaylor Written by : Dan Povenmire, Swampy Marsh, Martin Olson, Bobby Gaylor, Robert F. Hughes, Kyle Baker & Mike Roth        | Kyle Baker & Mike Roth                                           | 15 tháng 2 năm 2008  | 104a        | N/A                        |
| 14 | 14                 | "Ready for the Bettys"                       | Zac Moncrief                 | Story by : Bobby Gaylor & Martin Olson Written by : Bobby Gaylor, Martin Olson, Kent Osborne & Aliki Theofilopoulos                                                                       | Aliki Theofilopoulos & Kent Osborne                              | 16 tháng 2 năm 2008  | 115a        | N/A                        |
| 15 | 15                 | "I Scream, You Scream"                       | Zac Moncrief                 | Story by : Bobby Gaylor Written by : Sherm Cohen, Bobby Gaylor & Antoine Guilbaud | Sherm Cohen & Antoine Guilbaud                                   | 17 tháng 2 năm 2008  | 112b        | N/A                        |
| 16 | 16                 | "Toy to the World"                           | Jeff "Swampy" Marsh          | Story by : Bobby Gaylor & Martin Olson Written by : Mike Diederich, Bobby Gaylor, Chong Lee & Martin Olson                                                                                | Mike Diederich & Chong Lee                                       | 22 tháng 2 năm 2008  | 108b        | N/A                        |
| 17 | 17                 | "Get That Bigfoot Outa My Face!"             | Dan Povenmire                | Story by : Dan Povenmire & Bobby Gaylor Written by : Dan Povenmire, Bobby Gaylor, Kent Osborne & Kim Roberson                                                                             | Kent Osborne & Kim Roberson                                      | 23 tháng 2 năm 2008  | 106a        | N/A                        |
| 18 | 18                 | "It's a Mud, Mud, Mud, Mud World"            | Zac Moncrief                 | Story by : Bobby Gaylor & Martin Olson Written by : Mike Diederich, Bobby Gaylor, Robert F. Hughes, Zac Moncrief, Martin Olson & Mike Roth                                                | Mike Diederich & Mike Roth                                       | 24 tháng 2 năm 2008  | 113a        | N/A                        |
| 19 | 19                 | "Mom's Birthday"                             | Dan Povenmire                | Story by : Swampy Marsh, Martin Olson & Dan Povenmire Written by : Robert F. Hughes, Zac Moncrief, Martin Olson, Kent Osborne & Aliki Theofilopoulos                                      | Kent Osborne & Aliki Theofilopoulos                              | 29 tháng 2 năm 2008  | 111a        | N/A                        |
| 20 | 20                 | "Journey to the Center of Candace"           | Dan Povenmire                | Story by : Bobby Gaylor & Martin Olson Written by : Bobby Gaylor, Robert F. Hughes, Zac Moncrief, Martin Olson, Kent Osborne & Kim Roberson                                               | Kim Roberson & Kent Osborne                                      | 29 tháng 2 năm 2008  | 111b        | N/A                        |
| 21 | 21                 | "It's About Time!"                           | Dan Povenmire                | Story by : Dan Povenmire Written by : Dan Povenmire, Jon Colton Barry, Kent Osborne, Mike Roth & Aliki Theoflopoulos                                                                      | Jon Colton Barry, Mike Roth, Kent Osborne & Aliki Theofilopoulos | 1 tháng 3 năm 2008   | 107         | N/A                        |
| 22 | 22                 | "Dude, We're Getting the Band Back Together" | Dan Povenmire                | Story by : Bobby Gaylor & Martin Olson Written by : Bobby Gaylor, Chris Headrick, Robert F. Hughes, Chong Lee, Zac Moncrief & Martin Olson                                                | Chris Headrick & Chong Lee                                       | 8 tháng 3 năm 2008   | 114         | N/A                        |
| 23 | 23                 | "Tree to Get Ready"                          | Dan Povenmire                | Story by : Martin Olson, Dan Povenmire & Swampy Marsh Written by : Mike Diederich, Chong Lee, Martin Olson, Dan Povenmire & Swampy Marsh                                                  | Mike Diederich & Chong Lee                                       | 22 tháng 3 năm 2008  | 106b        | N/A                        |
| 24 | 24                 | "The Ballad of Badbeard"                     | Dan Povenmire                | Story by : Bobby Gaylor & Martin Olson Written by : Jon Colton Barry, Mike Diederich, Bobby Gaylor, Robert F. Hughes, Zac Moncrief & Martin Olson                                         | Mike Diederich & Jon Colton Barry                                | 12 tháng 4 năm 2008  | 113b        | N/A                        |
| 25 | 25                 | "Greece Lightning"                           | Dan Povenmire                | Story by : Bobby Gaylor & Martin Olson Written by : Alex Almaguer, Bobby Gaylor, Chris Headrick & Martin Olson                                                                            | Alex Almaguer & Chris Headrick                                   | 19 tháng 4 năm 2008  | 117a        | N/A                        |
| 26 | 26                 | "Leave the Busting to Us!"                   | Zac Moncrief                 | Story by : Bobby Gaylor & Martin Olson Written by : Sherm Cohen, Bobby Gaylor, Antoine Guilbaud, Robert F. Hughes & Martin Olson                                                          | Sherm Cohen & Antoine Guilbaud                                   | 19 tháng 4 năm 2008  | 117b        | N/A                        |
| 27 | 27                 | "Crack That Whip"                            | Dan Povenmire                | Story by : Bobby Gaylor & Martin Olson Written by : Timothy Björklund & Kim Roberson | Timothy Björklund & Kim Roberson                                 | 24 tháng 5 năm 2008  | 118a        | N/A                        |
| 28 | 28                 | "The Best Lazy Day Ever"                     | Zac Moncrief                 | Story by : Bobby Gaylor & Martin Olson Written by : Jon Colton Barry & Mike Roth | Jon Colton Barry & Mike Roth                                     | 24 tháng 5 năm 2008  | 118b        | N/A                        |
| 29 | 29                 | "Boyfriend From 27,000 B.C."                 | Zac Moncrief                 | Story by : Martin Olson Written by : Aliki Theofilopoulos & Marc Crisafulli | Aliki Theofilopoulos & Marc Crisafulli                           | 7 tháng 6 năm 2008   | 119a        | N/A                        |
| 30 | 30                 | "Voyage to the Bottom of Buford"             | Zac Moncrief                 | Story by : Bobby Gaylor & Martin Olson Written by : Antoine Guilbaud & Chong Lee | Antoine Guilbaud & Chong Lee                                     | 7 tháng 6 năm 2008   | 119b        | N/A                        |
| 31 | 31                 | "A Hard Day's Knight"                        | Dan Povenmire                | Story by : Bobby Gaylor & Martin Olson Written by : Jon Colton Barry, Bobby Gaylor, Martin Olson & Mike Roth                                                                              | Jon Colton Barry & Mike Roth                                     | 14 tháng 6 năm 2008  | 110a        | N/A                        |
| 32 | 32                 | "Traffic Cam Caper"                          | Dan Povenmire & Zac Moncrief | Story by : Martin Olson Written by : Kim Roberson & Marc Ceccarelli | Kim Roberson & Marc Ceccarelli                                   | 12 tháng 7 năm 2008  | 121a        | N/A                        |
| 33 | 33                 | "Bowl-R-Ama Drama"                           | Dan Povenmire                | Story by : Bobby Gaylor & Martin Olson Written by : Chris Headrick & Alex Almaguer | Chris Headrick & Alex Almaguer                                   | 12 tháng 7 năm 2008  | 121b        | N/A                        |
| 34 | 34                 | "Got Game?"                                  | Zac Moncrief                 | Story by : Jon Colton Barry, Bobby Gaylor, Lance LeCompte & Martin Olson Written by : Antoine Guilbaud & Chong Lee                                                                        | Antoine Guilbaud & Chong Lee                                     | 2 tháng 8 năm 2008   | 125a        | N/A                        |
| 35 | 35                 | "Comet Kermillian"                           | Dan Povenmire                | Story by : Martin Olson & Bobby Gaylor Written by : Alex Almaguer & Chris Headrick | Alex Almaguer & Chris Headrick                                   | 2 tháng 8 năm 2008   | 125b        | N/A                        |
| 36 | 36                 | "Put That Putter Away"                       | Zac Moncrief                 | Story by : Bobby Gaylor & Martin Olson Written by : Jon Colton Barry & Mike Diederich | Jon Colton Barry & Mike Diederich                                | 10 tháng 8 năm 2008  | 120a        | N/A                        |
| 37 | 37                 | "Does This Duckbill Make Me Look Fat?"       | Dan Povenmire                | Story by : Bobby Gaylor & Martin Olson Written by : Douglas McCarthy & Piero Piluso | Douglas McCarthy & Piero Piluso                                  | 10 tháng 8 năm 2008  | 120b        | N/A                        |
| 38 | 38                 | "The Flying Fishmonger"                      | Zac Moncrief                 | Story by : Bobby Gaylor & Martin Olson Written by : Bobby Gaylor, Elizabeth Ito, Martin Olson, Kim Roberson                                                                               | Kim Roberson & Elizabeth Ito                                     | 12 tháng 9 năm 2008  | 115b        | N/A                        |
| 39 | 39                 | "One Good Scare Ought to Do It!"             | Dan Povenmire & Zac Moncrief | Story by : Bobby Gaylor & Martin Olson Written by : Jon Colton Barry, Bobby Gaylor, Chris Headrick & Martin Olson                                                                         | Jon Colton Barry & Chris Headrick                                | 3 tháng 10 năm 2008  | 109         | N/A                        |
| 40 | 40                 | "The Monster of Phineas-n-Ferbenstein"       | Zac Moncrief                 | Story by : Jon Colton Barry & Martin Olson Written by : Jon Colton Barry & Mike Diederich                                                                                                 | Jon Colton Barry & Mike Diederich                                | 17 tháng 10 năm 2008 | 122a        | N/A                        |
| 41 | 41                 | "Oil on Candace"                             | Zac Moncrief                 | Story by : Bobby Gaylor & Martin Olson Written by : Antoine Guilbaud & Aliki Theofilopoulos                                                                                               | Antoine Guilbaud & Aliki Theofilopoulos                          | 17 tháng 10 năm 2008 | 122b        | N/A                        |
| 42 | 42                 | "Out of Toon"                                | Zac Moncrief                 | Story by : Bobby Gaylor & Martin Olson Written by : Jon Colton Barry & Mike Diederich | Jon Colton Barry & Mike Diederich                                | 7 tháng 11 năm 2008  | 126a        | N/A                        |
| 43 | 43                 | "Hail Doofania!"                             | Zac Moncrief                 | Story by : Bobby Gaylor & Martin Olson Written by : Antoine Guilbaud & Aliki Theofilopoulos                                                                                               | Antoine Guilbaud & Aliki Theofilopoulos                          | 7 tháng 11 năm 2008  | 126b        | N/A                        |
| 44 | 44                 | "Out to Launch"                              | Dan Povenmire & Zac Moncrief | Story by : Bobby Gaylor & Martin Olson Written by : Kim Roberson, Piero Piluso & Kent Osborne                                                                                             | Kim Roberson, Piero Piluso & Kent Osborne                        | 5 tháng 12 năm 2008  | 124         | N/A                        |
| 45 | 45                 | "Phineas and Ferb Get Busted!"               | Dan Povenmire                | Story by : Bobby Gaylor & Martin Olson Written by : Jon Colton Barry, Bobby Gaylor, Robert F. Hughes, Zac Moncrief, Martin Olson & Piero Piluso                                           | Jon Colton Barry & Piero Piluso                                  | 16 tháng 2 năm 2009  | 116         | N/A                        |
| 46 | 46                 | "Unfair Science Fair"                        | Dan Povenmire & Zac Moncrief | Story by : Bobby Gaylor & Martin Olson Written by : Elizabeth Ito & Aliki Theofilopoulos                                                                                                  | Elizabeth Ito & Aliki Theofilopoulos                             | 17 tháng 2 năm 2009  | 123a        | N/A                        |
| 47 | 47                 | "Unfair Science Fair Redux (Another Story)"  | Dan Povenmire & Zac Moncrief | Story by : Bobby Gaylor & Martin Olson Written by : Jon Colton Barry & Piero Piluso | Jon Colton Barry & Piero Piluso                                  | 18 tháng 2 năm 2009  | 123b        | N/A                        |

### Đánh giá
Tập phim đầu tiên "Rollercoaster" thu hút tổng cộng 10,8 triệu người xem trong ngày phát sóng đầu tiên ở Hoa Kỳ 17 tháng 8 năm 2007. Khi Phineas and Ferb chính thức ra mắt vào tháng 2 năm sau, nó đã chứng minh con số đó trong buổi ra mắt bộ phim dưới dạng "cặp đôi". Trong suốt quý đầu tiên sau đó, nó đạt vị trí là loạt phim hoạt hình hàng đầu được đánh giá ở lứa tuổi 6-10 và 9-14. Cũng trở thành loạt phim hoạt hình thứ ba của truyền hình cáp dành cho khán giả 6-10 tuổi. Trong thời gian vận hành mùa thứ 2 công bố tháng 5 năm 2008, loạt phim đã trở thành chương trình được đánh giá hàng đầu trong các nhóm tuổi 6-11 và 9-14.

## Phát hành DVD
| Mùa | Tập phim | Ngày phát hành |
| Mùa | Tập phim | Vùng 1 |
| --- | -------- | --- |
| 1   | 47       | The Fast and the Phineas: 29 tháng 7 năm 2008 Các tập: "Lawn Gnome Beach Party of Terror" (2), "Flop Starz" (3), "The Fast and the Phineas" (4), "Lights, Candace, Action!" (5), "Raging Bully" (6), "Are You My Mummy?" (13), "It's About Time!" (21) and "One Good Scare Ought to Do It!" (39)The Daze of Summer: 10 tháng 2 năm 2009 Các tập: "I, Brobot" (8), "Jerk De Soleil" (12), "Toy to the World" (16), "It's a Mud, Mud, Mud, Mud World" (18), "The Ballad of Badbeard" (24), "Greece Lightning" (25), "Leave the Busting to Us!" (26), "A Hard Day's Knight" (31), "Unfair Science Fair" (46) and "Unfair Science Fair Redux (Another Story)" (47)The Perry Files – Animal Agents: 26 tháng 2 năm 2013 Các tập: "Journey to the Center of Candace" (20), "Traffic Cam Caper" (32) and "Bowl-R-Ama Drama" (33) |